# 昂托尼勒蒂亚克
昂托尼勒蒂亚克（法語：Antogny-le-Tillac，法語發音：[ɑ̃tɔɲi lə tijak]）是法国安德尔-卢瓦尔省的一个市镇，属于希农区。

## 地理
昂托尼勒蒂亚克（46°57'51"N, 0°34'41"E）面积17.31 平方千米，位于法国中央-卢瓦尔河谷大区安德尔-卢瓦尔省，该省份为法国中西部省份，北起萨尔特省、东北接卢瓦-谢尔省，东南接安德尔省，南至维埃纳省，西临曼恩-卢瓦尔省。
与昂托尼勒蒂亚克接壤的市镇（或旧市镇、城区）包括：马里尼马尔芒德、皮西尼、当热-圣罗曼、莱索尔姆、韦莱什。

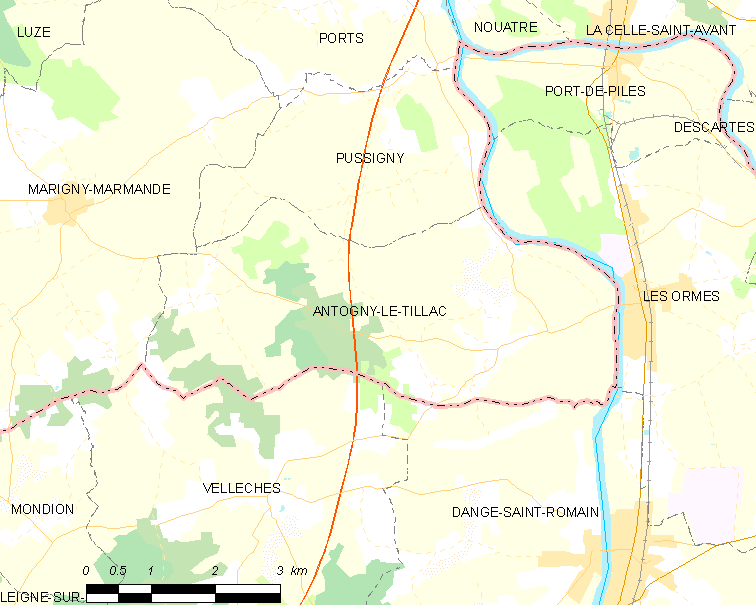
昂托尼勒蒂亚克的OSM定位图

昂托尼勒蒂亚克的时区为UTC+01:00、UTC+02:00（夏令时）。

## 行政
昂托尼勒蒂亚克的邮政编码为37800，INSEE市镇编码为37005。

## 政治
昂托尼勒蒂亚克所属的省级选区为图赖讷地区圣莫尔县。

## 人口

1962-2008年间昂托尼勒蒂亚克人口变化图示

昂托尼勒蒂亚克于2022年1月1日时的人口数量为492人。